# Bộ Gia cư và Phát triển Đô thị Hoa Kỳ
Bộ Gia cư và Phát triển Đô thị Hoa Kỳ (United States Department of Housing and Urban Development, viết tắt là HUD) là một bộ nội các trong Chính phủ liên bang Hoa Kỳ. Được thành lập trong vai trò của một bộ nội các vào năm 1965 từ tiền thân là Cơ quan Gia cư và Tài trợ Gia cư. Việc thành lập bộ là một phần trong chương trình "Đại Xã hội" (Great Society) của Tổng thống Lyndon Baines Johnson nhằm phát triển và thực thi chính sách về gia cư và thành phố.

## Lịch sử
Bộ được thành lập vào ngày 9 tháng 9 năm 1965 khi Tổng thống Lyndon Johnson ký Đạo luật Bộ Gia cư và Phát triển Đô thị thành luật. Luật này quy định bộ phải được thành lập không trễ quá ngày 8 tháng 11, tức là 60 ngày sau ngày ký. Tuy nhiên việc thực hiện lại bị gián đoạn cho đến ngày 13 tháng 1 năm 1966 sau khi nhóm nghiên cứu đặc biệt hoàn thành một bản báo cáo về vai trò của liên bang trong việc xử lý các vấn đề liên quan đến đô thị.
Bộ được Bộ trưởng Gia cư và Phát triển Đô thị Hoa Kỳ lãnh đạo. Bộ trưởng hiện tại là Shaun Donovan, cựu ủy viên gia cư Thành phố New York và cũng là cựu Phó Phụ tá Bộ trưởng Bộ Gia cư và Phát triển Đô thị. Ông được Tổng thống Obama đề cử vào ngày 13 tháng 12 năm 2008 , và được Thượng viện Hoa Kỳ nhất trí phê chuẩn vào ngày 22 tháng 1 năm 2009
- Tháng 7 năm 1947 - Cơ quan Gia cư và Tài trợ Gia cư được thành lập.
- Tháng 7 năm 1949 - Đạo luật Gia cư 1949 được thông qua để giúp dẹp bỏ nhà ổ chuột và khuyến khích tái phát triển.
- Tháng 9 năm 1959 - Đạo luật Gia cư 1959 cho phép tài trợ nhà ở cho người già
- Tháng 9 năm 1965 - Bộ được thành lập với tư cách một bộ nội các theo Đạo luật Bộ Gia cư và Phát triển Đô thị
- Tháng 4 năm 1968 - Đạo luật Gia cư Bình đẳng ra đời để cấm kỳ thị về nhà ở.
- Tháng 8 năm 1969 - Tu chính Brooke quy định rằng các gia đình có thu nhập thấp chỉ trả tiền thuê nhà không quá 25 phần trăm thu nhập của mình.
- Tháng 10 năm 1977 - Đạo luật Gia cư và Cộng đồng năm 1977 lập ra quỹ đài thọ phát triển đô thị và tiếp tục trợ giúp người già và tàn tật
- Tháng 7 năm 1987 - Đạo luật Trợ giúp người vô gia cư McKinney-Vento hỗ trợ các cộng đồng đối diện với nạn vô gia cư.
- Tháng 2 năm 1988 - Đạo luật Gia cư và Phát triển Cộng đồng cho phép bán gia cư công cộng cho các công ty quản lý nhà ở
- Tháng 10 năm 1992 - Chương trình HOPE VI khởi động tái phục hồi gia cư công cộng và tìm cách làm sao cho hữu hiệu.